# Bizetina
Bizetina je slatkovodni izvor, poznat i kao boljun, splet podzemnih vodenih tokova,  u Perastu. Smješten je u istočnom dijelu Perasta, u predjelu zvanom Luka. Nalazi se ispred nove palače Balović. Nova palača Balović iz polovice 18. stoljeća podignuta je nad ovim izvorom. Izvor je prije pripadao njoj i nadvođen je polukružnim svodom. Iza Bizetine je palata Mazarović.
Peraške ponornice izviru kao vrulje, ispod mora. Kroz Bizetinu teče najveća vrulja. Izvor nije aktivan cijelu godinu. Za ljeta izvor presušuje, a u kišno vrijeme izbiju na površinu. Obično je to oko Petrova, kad i ine vrulje, zbog čega ih stari Peraštani zovu "Petrove vodice". Najaktivnije su u kišno vrijeme.
Zavod za zaštitu spomenika kulture Kotor razmatra zahtjev za otvaranje zazidanih vrata na sjevernom zidu Bizetine.